# Landrace
En landrace er en lille forædlet og specialiseret husdyrrace. Inden for zoologien kan det siges at være en race som i større grad lever naturlig i et begrænset område, hvor den gennem tid har tilpasset sig miljøet og habitatet genetisk. Landracer har typisk større genetisk spredning end det modsatte, som kaldes en kulturrace. Med det mener man at udseende og adfærd i større grad kan variere mellem individerne.